# Imeroherpia
Imeroherpia is een geslacht van wormmollusken uit de  familie van de Imeroherpiidae.

## Soorten
- Imeroherpia laubieri Handl, 2002
- Imeroherpia quadridens Salvini-Plawen, 1978